# Cristóvão de Brito Pereira de Sousa e Meneses
Cristóvão de Brito Pereira de Sousa e Meneses (Vila Viçosa, 4 de Julho de 1846 - 13 de Agosto de 1885) foi um político português.

## Família
Filho de Tomé José de Sousa e Meneses de Brito Pereira e Morais (bap. Vila Viçosa, Oratório da Casa na Rua de Santa Luzia, 13 de Junho de 1818 - Vila Viçosa, São Bartolomeu, 13 de Dezembro de 1888), Sucessor na Casa e Moço Fidalgo da Casa Real por Alvará de 10 de Outubro de 1822, e de sua mulher (Loures, Sacavém, 4 de Junho de 1837) Joaquina Carlota de Cevallos da Costa Hidalgo Moscoso e Vilalobos (? - Vila Viçosa, São Bartolomeu, 2 de Setembro de 1877), de ascendência Espanhola, irmã do 1.º Visconde do Paço do Lumiar.

## Biografia
Administrador do Concelho de Vila Viçosa em 1879.
Estando para casar com sua sobrinha materna Maria das Dores de Saldanha de Oliveira de Sousa e Meneses (Vila Viçosa, Bencatel, 27 de Março de 1863 - Vila Viçosa, São Bartolomeu, 24 de Junho de 1890), endoideceu.